# Look Back
Look Back (Nhật: ルックバック Hepburn: Rukku Bakku) (hay Liệu ta có dám nhìn lại?) là một web manga one-shot Nhật Bản được viết và minh họa bởi Fujimoto Tatsuki. Truyện được phát hàng trên website Shōnen Jump+ của Shueisha vào tháng 7 năm 2021. Tại Việt Nam, truyện được phát hành bởi Nhà xuất bản Trẻ vào tháng 11 năm 2022. Bộ phim anime chuyển thể được sản xuất bởi Studio Durian khởi chiếu tại Nhật Bản vào ngày 28 tháng 6 năm 2024.

## Nội dung
Fujino Ayumu (藤野 歩) là một học sinh tiểu học có tài năng vẽ manga và truyện của cô được đăng trên báo của trường. Dù được mọi người ca ngợi vì kỹ năng đặc biệt của mình nhưng cô cảm thấy mình bị thách thức bởi một học sinh khác có tên là Kyomoto (京 本), người cũng đăng manga trên báo trường và tỏ ra vượt trội hơn so với Fujino. Tức giận vì điều này nên Fujino đã cố gắng nâng cao kỹ năng vẽ của mình. Ám ảnh với việc phải vượt qua Kyomoto đã dẫn đến việc cô càng ngày tỏ ra xa lánh bạn bè và gia đình của mình. Mặc dù đã có nhiều tiến bộ, Fujino vẫn không thể vượt qua Kyomoto và đành từ bỏ việc vẽ truyện. Đến khi lên cấp hai, Fujino được giao nhiệm vụ giao bằng tốt nghiệp cho Kyomoto vì cô bé kia không đến trường và không ra khỏi nhà của mình nhiều. Fujino vào nhà của Kyomoto và tìm thấy hàng đống sách phác thảo xếp trước cửa phòng. Tìm thấy một tờ giấy, cô liền vẽ một mẩu truyện yonkoma để chế giễu Kyomoto nhưng nó lại vô tình rơi xuống và lọt vào phòng của Kyomoto, khiến cô bé biết về sự hiện diện của Fujino. Sau đó, Kyomoto bước ra khỏi phòng để gặp Fujino và tiết lộ rằng mình là một người hâm mộ cuồng nhiệt, đã theo dõi manga của cô trên báo trường khá lâu. Vô cùng thích thú trước sự hâm mộ nhiệt tình của Kyomoto, Fujino quyết định sẽ gửi manga đến các cuộc thi và bắt đầu vẽ truyện lại.
Cả hai người cuối cùng đã hợp tác để sáng tác manga, gửi nhiều truyện one-shot và nhận được nhiều lời khen ngợi. Trong những năm tháng tuổi teen, Fujino được thông báo rằng truyện của cô sẽ được xuất bản dài kỳ, nhưng Kyomoto quyết định không tham gia cùng vì muốn được vào trường nghệ thuật. Fujino tiếp tục sáng tác manga Shark Kick mà không có người bạn của mình, sau đó bộ truyện trở nên đủ nổi tiếng để được chuyển thể thành anime.
Một ngày nọ, Fujino nhận được tin tức về một vụ giết người hàng loạt tại một trường cao đẳng nghệ thuật và phát hiện ra rằng Kyomoto là một trong những nạn nhân. Ám ảnh việc truyền cảm hứng cho Kyomoto theo đuổi sự nghiệp nghệ thuật đã gián tiếp dẫn đến cái chết của người bạn, Fujino trở về nhà của Kyomoto và xé bỏ truyện yonkoma mà cô đã vẽ nhiều năm trước. Một mẩu truyện lọt vào phòng của Kyomoto và dường như lúc này, thời gian trôi về ngày định mệnh khi mà hai người lần đầu gặp nhau. Kyomoto quá hoảng sợ khi đọc được mảnh giấy đó nên đã không đi ra khỏi phòng và từ đó ngăn cô gặp Fujino. Mặc dù vậy, cô vẫn phát triển niềm đam mê với nghệ thuật và theo học tại trường cao đẳng. Cô gần như đã bị giết bởi tên sát nhân hàng loạt nhưng được cứu bởi Fujino, người đã ngăn được tên sát nhân. Cả hai cùng nói chuyện khi Fujino được đưa vào xe cấp cứu vì bị thương và Fujino đã đề nghị Kyomoto cùng sáng tác manga.
Khi trở về nhà, Kyomoto vẽ một yonkoma về việc Fujino đã cứu cô khỏi tên sát nhân. Một cơn gió từ bên ngoài thổi vào, làm mẩu truyện bị cuốn ra khỏi phòng cô, lọt vào vào khung cảnh của Fujino trong dòng thời gian hiện tại. Bị sốc bởi mẩu truyện kia, Fujino bước vào phòng của Kyomoto và thấy cửa sổ đang mở cùng nhiều cuốn truyện Shark Kick và nhận ra rằng dù cả hai đã đã chia xa, nhưng Kyomoto chưa bao giờ ngưng dõi theo cô.
Fujino tỏ ra chán ghét việc vẽ bởi cô vẫn tuyệt vọng khi nhớ lại nhưng lựa chọn định mệnh trong cuộc đời, chỉ nhớ lại tất cả những lần mà manga của cô đã làm cho Kyomoto cảm thấy hạnh phúc. Cuối cùng, Fujino trở lại làm việc và tiếp tục vẽ manga, dán mẩu truyện yonkoma của Kyomoto phía trên nơi làm việc để nhắc nhở cô về lý do tại sao mình lại có thể tiếp tục cái một cuộc sống không trọn vẹn và viên mãn như vậy.

## Nhân vật
Fujino Ayumu (藤野 歩)
Lồng tiếng bởi: Kawai Yuumi

Kyomoto (京本 Kyōmoto)
Lồng tiếng bởi: Yoshida Mizuki

## Phát hành

### Manga
Web manga one-shot Look Back dài 143 trang, được viết và minh họa bởi Fujimoto Tatsuki, đã được xuất bản trên nền tảng trực tuyến Shōnen Jump + của Shueisha vào ngày 19 tháng 7 năm 2021. Chương truyện này được Shueisha thu thập thành một tập duy nhất, phát hành vào ngày 3 tháng 9 năm 2021.
Phiên bản tiếng Anh của truyện đã được phát hành trực tuyến bởi Viz Media và nền tảng Manga Plus của Shueisha. Vào tháng 2 năm 2022, Viz Media thông báo rằng bộ manga đã được cấp phép bản quyền và sẽ được xuất bản vào ngày 20 tháng 9 năm 2022.
Tại Việt Nam, phiên bản tiếng Việt của Look Back được phát hành bởi Nhà xuất bản Trẻ. Bộ truyện ra mắt vào ngày 11 tháng 11 năm 2022.
Vào ngày 2 tháng 8 năm 2021, một phân đoạn miêu tả một gã đàn ông bị "hoang tưởng ảo giác" tiến vào một ngôi trường nghệ thuật với một cây rìu, tuyên bố một sinh viên đã đạo văn đã được thay đổi sau khi xuất bản do phản hồi của các độc giả. Một số độc giả đã chỉ ra những điểm tương đồng giữa cảnh này và vụ phóng hỏa Kyoto Animation năm 2019. Cũng có những lo ngại cho rằng việc miêu tả một người đàn ông bị tâm thần phân liệt như một kẻ giết người hàng loạt có thể gây ra sự kỳ thị về căn bệnh tâm thần.

### Anime
Vào tháng 2 năm 2024, bộ phim anime chuyển thể bộ truyện chính thức được công bố. Studio Durian chịu trách nhiệm sản xuất bộ phim, trong khi đó Oshiyama Kiyotaka đảm nhận vai trò đạo diễn kiêm biên kịch và thiết kế nhân vật. Bộ phim khởi chiếu tại các rạp chiếu phim ở Nhật Bản vào ngày 28 tháng 6 năm 2024. Encore Films chịu trách nhiệm cấp phép tác phẩm tại thị trường Ấn Độ, Malaysia, Singapore, Indonesia, Thái Lan, Philippines và Việt Nam. Trong khi đó, Cai Chang Asia đảm nhận vai trò phân phối bộ phim tại Đài Loan. Còn tại thị trường Bắc Mỹ, hãng GKIDS là đơn vị chịu trách nhiệm ở khâu cấp phép bộ phim.

## Tiếp nhận
Look Back đã được đón nhận rộng rãi tại Nhật Bản. Bộ truyện đạt 2,5 triệu lượt đọc vào ngày đầu tiên được phát hành và đạt hơn 4 triệu lượt đọc sau hai ngày.
Tập tankōbon đã bán được 73,912 bản in trong tuần đầu tiên phát hành và 80,186 bản in trong tuần thứ hai, lần lượt xếp thứ tư và thứ ba trên bảng xếp hạng manga hàng tuần của Oricon.
Look Back đứng đầu trong danh sách manga hay nhất dành cho độc giả nam Kono Manga ga Sugoi! 2022 của Takarajimasha. Bộ truyện cũng xếp thứ 29 trong danh sách "Sách của năm" năm 2022 do tạp chí Da Vinci bình chọn. Bộ truyện cũng đã đạt giải đặc biệt của "Giải thưởng xu hướng Twitter Nhật Bản" năm 2021 và xếp hạng đầu tiên trong danh sách "Manga hay nhất năm 2022 Kono Manga wo Yome!" xếp hạng của tạp chí Freestyle. Look Back cũng được đề cử cho giải thưởng Manga Taishō lần thứ 15 vào năm 2022 và đứng thứ hai với 68 điểm.
Nhà văn kiêm biên tập viên Kazushi Shimada đã xếp bộ truyện đứng đầu tiên trong top 10 manga xuất sắc nhất năm 2021. Sheena McNeil của Sequential Tart thì cho điểm 7 trên 10. McNeil đã so sánh bộ chuyện với Chainsaw Man của Fujimoto và cho rằng dù Look Back không phải là một câu chuyện mang tính chất đẫm máu và bạo lực nhưng cả hai lại có cùng một cách dẫn truyện với nhau, "đưa ra một nhân vật không đáng mến cho lắm và khiến chúng ta thích nhân vật đó bằng việc thách thức và phát triển góc nhìn. " McNeil cũng ca ngợi tính nghệ thuật của truyện, nhấn mạnh về "chủ nghĩa hiện thực tuyệt vời" và nhịp độ hình ảnh. Danica Davidson của Otaku USA ca ngợi cốt truyện của bộ manga và gọi đây là một tác phẩm nghệ thuật "rất ấn tượng", nói rằng phong cách nghệ thuật thay đổi như thế nào qua các phần trong truyện, "đôi khi lại chi tiết đến tuyệt vời." Davidson kết luận: "Look Back sầu muộn, chứa nỗi buồn xen lẫn với niềm vui và mang trong đó nét độc đáo, và là cơ hội tuyệt vời để Fujimoto thể hiện kỹ năng của mình."